# Congrès musulman canadien
 (janvier 2021).
Si vous disposez d'ouvrages ou d'articles de référence ou si vous connaissez des sites web de qualité traitant du thème abordé ici, merci de compléter l'article en donnant les références utiles à sa vérifiabilité et en les liant à la section « Notes et références ».
Ne doit pas être confondu avec Congrès islamique canadien.
Le congrès musulman canadien est une organisation musulmane canadienne qui se réclame comme le porte-parole national de l'islam libéral. Elle a été formée à la suite des événements du 11 septembre 2001 par un groupe de musulmans torontois favorables à la société ouverte et à la laïcité. Elle s'est opposée à l'usage de la charia en Ontario et a pris parti en faveur du mariage gay dans la législation canadienne. À la tête du mouvement se trouve Tarek Fatah, qui est directeur de communications de l'organisme. Elle a critiqué le financement des écoles non laïques par le parti conservateur de John Tory.